# Inácio André Akhidjan
Mar Inácio André Akhidjan (ou Akhijan, Akijan, Akidjian, 1622 – 1677) foi um clérigo católico nascido no Império Otomano, que serviu como o Patriarca de Antioquia da Igreja Católica Siríaca de 1661 a 1677. Sua eleição marcou a primeira separação da hierarquia entre as igrejas siríacas.

## Vida
André Akhidjan nasceu em Mardim e ainda jovem, deixou sua família e estabeleceu-se em Alepo. Em 1645, foi para o Monte Líbano e dois anos depois, ordenado sacerdote, no Mosteiro de Qannoubine. Estudou no Colégio Maronita de Roma, onde permaneceu até 1652, retornado para o Oriente. Destacou-se em ciências racionais e religiosas e dominou as línguas siríaca, árabe, italiana, latina e turca, com um bom domínio do hebraico. Ele era um pregador eloquente e um escritor habilidoso.
Naqueles anos, em Alepo, vários cristãos siríacos entraram em plena comunhão com a Igreja Católica e formaram a primeira comunidade católica síria. Eles escolheram como seu bispo Akhidjan, que foi consagrado em 29 de junho de 1656 pelo Patriarca Maronita Youhanna Bawwab el-Safrawi, em Qannoubine, Monte Líbano, tomando o nome de André. Ele tomou posse de sua igreja em 9 de agosto de 1656, mas sofreu uma forte e violenta oposição dos siríacos ortodoxos que o forçaram a escapar para o Líbano em 15 de maio de 1657, de onde retornou para Alepo em 12 de março de 1658. Seu ministério como bispo siríaco de Alepo foi confirmado pelo Papa Alexandre VII em 28 de janeiro de 1659.
Com a morte do Patriarca Sírio em 1662, o partido Católico Sírio em Alepo conseguiu persuadir o sínodo da Igreja Siríaca a eleger André Akhidjan como Patriarca, e assim ele foi eleito em 19 de abril de 1662, mas com a oposição do partido ortodoxo, que elegeu Abdul Masih como Patriarca. Em 3 de agosto de 1662, o sultão otomano Mehmed IV confirmou Akhidjan no cargo patriarcal e em 20 de agosto de 1662 ele foi formalmente entronizado, assumindo o nome tradicional de Inácio.
A Congregação Romana para a Propagação da Fé, desconhecida da eleição de Akhidjan, em setembro de 1662 desaprovou os meios de propagação da fé católica que envolviam doações às autoridades para obter nomeação e, portanto, se posicionou contra a nomeação de André Akhidjan como Patriarca. Mais tarde, após ser informado sobre a promoção real de Akhidjan, Roma concedeu sua confirmação em 23 de abril de 1663 (ou 22 de julho).
O reinado de Akhidjan foi inicialmente bastante conturbado. Abdul Masih reivindicou o Patriarcado e em 1663 ocupou a catedral de Alepo, mas em janeiro de 1664 Akhidjan conseguiu ser restaurado. Em 10 de abril de 1664, o sultão Mehmed IV confirmou Akhidjan como chefe de todo o Millet siríaco-cristão em todo o Império Otomano, e esse status durou até sua morte.
O Patriarca Inácio André Akhidjan morreu pacificamente em Alepo e foi sepultado em frente ao pilar do coro da Igreja de Nossa Senhora da Dormição.